# 1700'erne
Århundreder: 17. århundrede – 18. århundrede – 19. århundrede
Årtier: 1650'erne 1660'erne 1670'erne 1680'erne 1690'erne – 1700'erne – 1710'erne 1720'erne 1730'erne 1740'erne 1750'erne
År: 1700 1701 1702 1703 1704 1705 1706 1707 1708 1709
Begivenheder
- 1700 18. februar - I Danmark skiftede man fra den julianske kalender til den gregorianske kalender i 1700, hvor den 18. februar blev direkte efterfulgt af den 1. marts. Dermed blev datoen rettet med 11 dage.

Personer